# Yacimiento El Vizcaíno y mausoleo de Layos
El yacimiento de El Vizcaíno está situado en la villa de Layos, (provincia de Toledo, España) a ambos lados del denominado «Camino de Ajofrín», ubicado en la margen derecha del arroyo Guajaraz. 
Fue un enclave posiblemente relacionado con uno de los ramales de la vía que unía Toletum con Emérita Augusta, a tan solo dos leguas de la primera de estas y en directa relación por la captación de las aguas por parte del acueducto que abastecía a dicho municipio desde época Flavia. 
El yacimiento arqueológico está compuesto posiblemente por el grueso de una necrópolis asociada asimismo a un hábitat y evidencias constructivas, de cuya existencia tenemos constancia por las evidencias muebles de cerámica tanto común como de sigillata hispánica incluso brillante, altoimperial y tardía, donde podemos destacar un fragmento de decoración figurativa de guerrero con restos de escudo y lanza. Asimismo en cuanto a los restos muebles se completan con la existencia de abundantes monedas y objetos metálicos (bronce, hierro, etc.), con la existencia de al menos dos colgantes y una jarrita de bronce. Finalmente sobre el yacimiento también han sido localizadas evidencias cerámicas tardoantiguas e islámicas. 
Por otra parte los más destacados restos arqueológicos localizados se encuentran en relación con el mausoleo romano, en una zona denominada toponímicamente como «El Castillejo». Dicho elemento existe en la actualidad parcialmente conservado, siendo un elemento inmueble ya detectado en época histórica desde 1627 y 1654 en el que se describen tanto fragmentos de mosaicos como de sepulcros. De esta forma, existe al menos una estructura construida parcialmente conservada sobre subsuelo (hasta dos metros de altura) que se corresponde con un Mausoleo (panteón de enterramiento parental) al que pertenecen varios de los sarcófagos paleocristianos historiados, documentados y descritos desde el siglo XVII y XVIII y depositados hoy en la Real Academia de la Historia y en el museo Frederic Marès de Barcelona